# Popivka, Krasnopillea
Popivka (în ucraineană Попівка) este un sat în comuna Pokrovka din raionul Krasnopillea, regiunea Sumî, Ucraina.

## Demografie
Componența lingvistică a localității Popivka
     Ucraineană (77,78%)
     Rusă (22,22%)
Conform recensământului din 2001, majoritatea populației localității Popivka era vorbitoare de ucraineană (77,78%), existând în minoritate și vorbitori de rusă (22,22%).